# Katrin Lang (Sportlerin)
Katrin Lang (* 28. September 1982 in Hellmonsödt) ist eine ehemalige österreichische Duathletin und Triathletin. Sie ist Duathlon-Staatsmeisterin auf der Langdistanz (2014) und Age-Group Vizeeuropameisterin (AK30–34) auf der Duathlon-Kurzdistanz (2014).

## Werdegang
Katrin Lang war als Jugendliche in der Leichtathletik aktiv (Distanzen: 800 bis 3000 Meter).
2011 begann sie mit dem Triathlon. Die Oberösterreicherin studierte an der Universität Salzburg Sportwissenschaften und sie startet für den Verein TriPower Freistadt.

### Staatsmeisterin Duathlon Langdistanz 2014
Im April 2014 wurde sie bei ihrem ersten Duathlon-Start Staatsmeisterin auf der Langdistanz (10 km Laufen, 100 km Radfahren und 20 km Laufen).

Im Juni konnte sie sich in Klagenfurt bei ihrem dritten Ironman-Start als Zweite in ihrer Altersklasse und sechstbeste Österreicherin der Gesamtwertung für einen Weltmeisterschafts-Startplatz beim Ironman Hawaii 2014 qualifizieren.

Im August 2014 wurde sie Vizeeuropameisterin im Duathlon auf der Kurzdistanz (10 km Laufen, 42 km Radfahren und 5 km Laufen) in der Altersklasse Frauen 30–34.
Nach ihrem Start beim Ironman Switzerland im Juli 2016 machten ihr Knieprobleme zu schaffen. Nach einem Jahr Pause sicherte sich Katrin Lang beim Ironman 70.3 Zell am See-Kaprun mit Rang sechs in der AK35–39 das Ticket für die 70.3-Weltmeisterschaft im September 2018 in Südafrika, wo sie den 80. Rang in der Altersklasse 35–39 belegte.
Seit 2018 tritt Katrin Lang nicht mehr international in Erscheinung.
Die Mühlviertlerin ist als Sportwissenschafterin im Olympiazentrum Salzburg-Rif tätig.

## Sportliche Erfolge
| Datum/Jahr    | Rang | Wettbewerb                                                  | Austragungsort  | Zeit        | Bemerkung                                                                                    |
| ------------- | ---- | ----------------------------------------------------------- | --------------- | ----------- | -------------------------------------------------------------------------------------------- |
| 10. Sep. 2018 | 439  | Ironman 70.3 World Championships                            | Port Elizabeth  | 05:31:45    | 80. Rang in der AG 35–39                                                                     |
| 27. Aug. 2017 |      | Ironman 70.3 Zell am See-Kaprun                             | Zell am See     | 05:06       | 6. Rang AK35–39 und qualifiziert für die Ironman 70.3 WM                                     |
| Juli 2016     |      | Ironman Switzerland                                         | Zürich          | 11:33:16    | Rang acht in der AK30–34                                                                     |
| Juli 2015     | 1    | Gmunden Triathlon                                           | Gmunden         |             |                                                                                              |
| 11. Okt. 2014 | 159  | Ironman Hawaii                                              | Hawaii          | 11:19:02    | 30. Rang in der AK30–34 bei der Ironman-Weltmeisterschaft                                    |
| 31. Aug. 2014 | 3    | Österreichische Triathlon-Staatsmeisterschaft Mitteldistanz | Walchsee        | 04:50:19    | Staatsmeisterschaft im Rahmen der Challenge Walchsee-Kaiserwinkl                             |
| 17. Aug. 2014 | 1    | Gmunden Triathlon                                           | Gmunden         | 01:04:48,8  | Siegerin auf der Sprintdistanz                                                               |
| 20. Juli 2014 | 4    | Trumer Triathlon                                            | Obertrum am See | 05:01:37,91 | als beste Österreicherin auf der Halbdistanz                                                 |
| 29. Juni 2014 | 18   | Ironman Austria                                             | Klagenfurt      | 09:51:49    | mit persönlicher Ironman-Bestzeit qualifiziert für einen Startplatz beim Ironman Hawaii 2014 |
| 31. Mai 2014  | 2    | Linz-Triathlon                                              | Linz            | 05:00:41    | auf der Mitteldistanz hinter Michaela Rudolf                                                 |
| 24. Aug. 2013 | 2    | Austria-Triathlon                                           | Podersdorf      | 04:37:55    | Zweite auf der Halbdistanz                                                                   |
| 30. Juni 2013 | 31   | Ironman Austria                                             | Klagenfurt      | 10:20:39    |                                                                                              |
| 11. Mai 2013  | 5    | Linz-Triathlon                                              | Linz            | 04:56:40    | hinter der tschechischen Siegerin Jana Candrová                                              |
| 28. Juli 2012 | 3    | TriZell                                                     | Zell am See     | 02:20:36    | [ 10 ]                                                                                       |
| 1. Juli 2012  | 34   | Ironman Austria                                             | Klagenfurt      | 11:30:21    |                                                                                              |

| Datum/Jahr    | Rang | Wettbewerb                                               | Austragungsort | Zeit       | Bemerkung                                                                                      |
| ------------- | ---- | -------------------------------------------------------- | -------------- | ---------- | ---------------------------------------------------------------------------------------------- |
| 24. Aug. 2014 | 2    | ETU Powerman Duathlon European Championship AK30–34      | Weyer          | 02:18:09,5 | Vizeeuropameisterin auf der Duathlon-Kurzdistanz beim Powerman Austria in der Age Group F30–34 |
| 27. Apr. 2014 | 1    | Österreichische Staatsmeisterschaft Duathlon Langdistanz | Mürzzuschlag   | 05:32:14   | Staatsmeisterin Duathlon-Langdistanz beim Mürzman Extrem Duathlon                              |

(DNF – Did Not Finish)